# Col Milha
Le col Milha (chinois : 米拉山口 ; pinyin : mǐlā shānkǒu, tibétain : མོན་ལའི་མཚམས་།), également appelée jiagejiangzong (chinois : 甲格江宗 ; pinyin : jiǎgéjiāngzōng) est situé dans le xian de Gongbo'gyamda à 5 013 mètres d'altitude, à cheval entre la ville-préfecture de Linzhi et le xian de Maizhokunggar dans la ville-préfecture de Lhassa, dans la région autonome du Tibet, en république populaire de Chine.
Le Nyang Chu, qui se jette dans le Brahmapoutre, prend sa source dans les glaciers du versant ouest et le Kyi chu (rivière Lhassa), qui traverse la ville-préfecture de Lhassa par son centre-ville, dans ceux du versant sud de ce col.
Un sommet situé à environ 5 200 mètres y est nommé le mont Milha

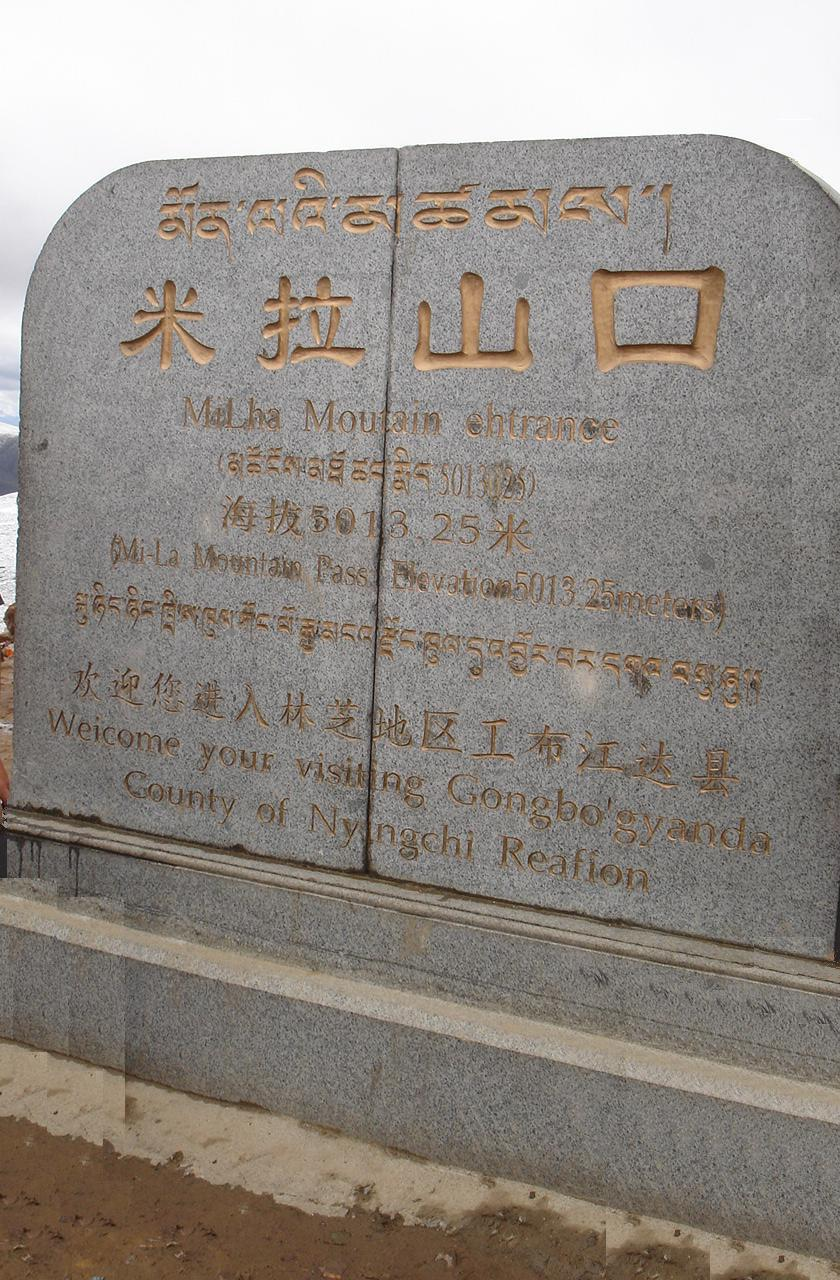
Borne du col Milha.